# 프랑스 U-20 축구 국가대표팀
프랑스 U-20 축구 국가대표팀(프랑스어: Équipe de France des moins de 20 ans de football)은 프랑스를 대표하는 20세 이하의 축구 국가대표팀으로, 프랑스의 축구 관리 기관인 프랑스 축구 연맹의 관리를 받는다. 프랑스는 FIFA U-20 월드컵에서 2011년에 역사상 처음으로 준결승에 올랐고, 1997년과 2001년에는 8강에 올랐으며, 2011년에는 대회 우승을 차지했다.

## 역대 감독
| 감독            | 임기        |
| --------------- | ----------- |
| 윌리 사뇰(대행) | 2013        |
| 필리프 몽타니에 | 2017 ~ 2018 |